# Zuiderhof (Zwolle)
Zuiderhof is een kerkgebouw in Zwolle-Zuid waar een christelijk gereformeerde kerk in huist. Het staat aan de Troelstralaan in de wijk Ittersum. Voorheen stonden op deze plek een rooms-katholieke basisschool ("Deken de Wit") en een kinderdagverblijf ("Olleke Bolleke"). Deze houten gebouwen werden in de nacht van 22 op 23 oktober 1984 door brandstichting verwoest. Het nieuwe gebouw op deze plek werd door de school (inmiddels omgedoopt tot "De Phoenix") in gebruik genomen tot 1991, toen deze naar de Provincieroute en later naar de Zalmkolk verhuisde. De christelijke gereformeerde kerk van Zwolle liet het schoolgebouw door een architectenbureau uit Arnhem verbouwen. In de grote zaal van het kerkgebouw was na de verbouwing plaats voor 480 mensen. Daarnaast zijn er in het gebouw nog vijf kleinere ruimtes. De eerste dienst vond plaats op 20 december 1991.